# Santana do Riacho
Santana do Riacho är en kommun i Brasilien.   Den ligger i delstaten Minas Gerais, i den sydöstra delen av landet, 600 km sydost om huvudstaden Brasília. Antalet invånare är 4 023.
Omgivningarna runt Santana do Riacho är huvudsakligen savann. Runt Santana do Riacho är det mycket glesbefolkat, med 4 invånare per kvadratkilometer.